# Kim Chi-woo
Kim Chi-woo (hangul: 김치우), född 11 november 1983 i Seoul, är en sydkoreansk fotbollsspelare. Han spelar för FC Seoul i K League Classic. Tidigare spelade han för Incheon United, Partizan Belgrad, Jeonnam Dragons, Sangju Sangmu och för Sydkoreas landslag.